# Pupitre de Maisoncelles-la-Jourdan
Le pupitre de Maisoncelles-la-Jourdan est un élément situé sur le territoire de la commune de Vire Normandie dans le département français du Calvados.

## Localisation
Le monument est situé dans le département français du Calvados, à Vire Normandie, dans l'ancienne commune de Maisoncelles-la-Jourdan, dans l'enceinte du cimetière.

## Histoire

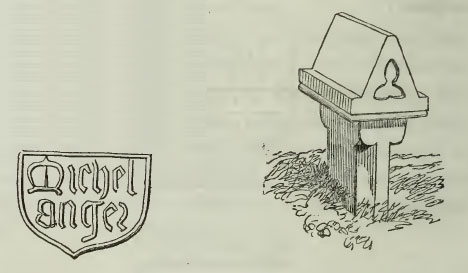
Pupitre de Maisoncelles-la-Jourdan au XIXe siècle dans l'ouvrage d'Arcisse de Caumont

Le monument n'est pas daté dans les sources.

Le pupitre fait l'objet d'une inscription comme monument historique depuis le 19 septembre 1928. 

## Architecture
Le monument est en granit.